# COMPLETE BEST day after tomorrow
『COMPLETE BEST day after tomorrow』（コンプリートベスト デイアフタートゥモロー）は、2007年にavex ARCHIVESとして発売されたday after tomorrowのアルバム。全16曲が収録されている。

## 収録曲
1. Starry Heavens
（作詞：misono / 作曲：鈴木大輔 / 編曲：五十嵐充、day after tomorrow）
6thシングル「moon gate」の1曲目。
2. for you
（作詞：misono / 作曲：鈴木大輔 / 編曲：五十嵐充）
1stミニアルバム『day after tomorrow』収録曲。
3. faraway
（作詞：misono / 作曲：北野正人 / 編曲：石塚知生、五十嵐充）
1stシングル
4. Hello, everybody!
（作詞：misono / 作曲：北野正人 / 編曲：五十嵐充、day after tomorrow）
2ndミニアルバム『day after tomorrow II』収録曲。
5. My faith
（作詞：misono / 作曲：鈴木大輔 / 編曲：五十嵐充、day after tomorrow）
2ndシングル
6. futurity
（作詞：misono / 作曲：鈴木大輔 / 編曲：五十嵐充、day after tomorrow）
3rdシングル
7. High-Spirit
（作詞：misono / 作曲：鈴木大輔 / 編曲：五十嵐充、day after tomorrow）
3rdシングル「futurity」のシークレットトラック。1stフルアルバム『elements』収録曲。
8. Stay in my heart
（作詞：misono / 作曲：鈴木大輔 / 編曲：石塚知生、五十嵐充、day after tomorrow）
4thシングル
9. Smartly
（作詞：misono / 作曲：鈴木大輔 / 編曲：石塚知生、day after tomorrow）
5thシングル「DAY STAR」の3曲目。
10. ネバーランド
（作詞：misono / 作曲：北野正人 / 編曲：五十嵐充、day after tomorrow）
6thシングル「moon gate」の2曲目。
11. Dear Friends
（作詞：Yoshi、misono / 作曲：鈴木大輔 / 編曲：五十嵐充、day after tomorrow）
7thシングル「Dear Friends／It's My Way」の1曲目。
12. 螢火
（作詞：五十嵐充 / 作曲：鈴木大輔 / 編曲：五十嵐充、day after tomorrow）
8thシングル「螢火／Show Time」の1曲目。
13. イタズラなKISS
（作詞：misono / 作曲：北野正人 / 編曲:五十嵐充、day after tomorrow）
5thシングル「DAY STAR」の2曲目。
14. lost angel
（作詞：五十嵐充 / 作曲：鈴木大輔 / 編曲：五十嵐充、day after tomorrow）
9thシングル
15. 君と逢えた奇蹟
（作詞：五十嵐充 / 作曲：鈴木大輔 / 編曲：五十嵐充、day after tomorrow）
10thシングル
16. ユリノハナ
（作詞：五十嵐充 / 作曲：鈴木大輔 / 編曲：五十嵐充、day after tomorrow）
11thシングル